# Złoty Jeździec
Złoty Jeździec (niem. Goldener Reiter) – pomnik konny Augusta II Mocnego na Rynku Nowomiejskim w Dreźnie odsłonięty 26 listopada 1736. 
Rzeźba króla została zaprojektowana przez Jeana Josepha Vinache’a, a odlew z brązu wykonał Johann
Michael Weinhold w Dreźnie. Dzieło przedstawia elektora Saksonii i króla Polski Augusta II Mocnego jako rzymskiego cesarza w zbroi łuskowej siedzącego na koniu lipicańskim. Cokół jest ozdobiony herbem Polski z okresu panowania Wettynów, monogramem króla oraz inskrypcjami w łacinie.

## Galeria

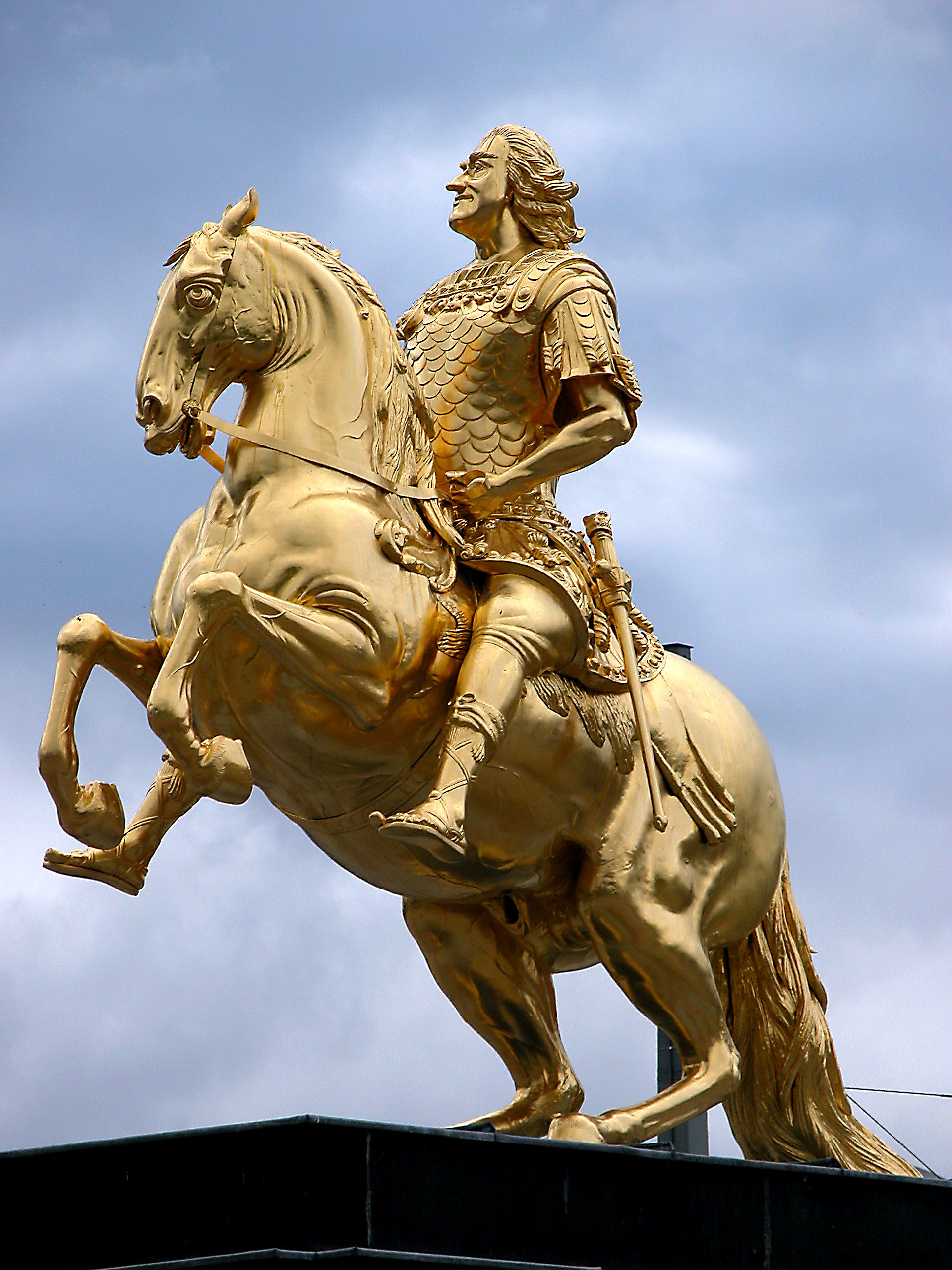
Posąg
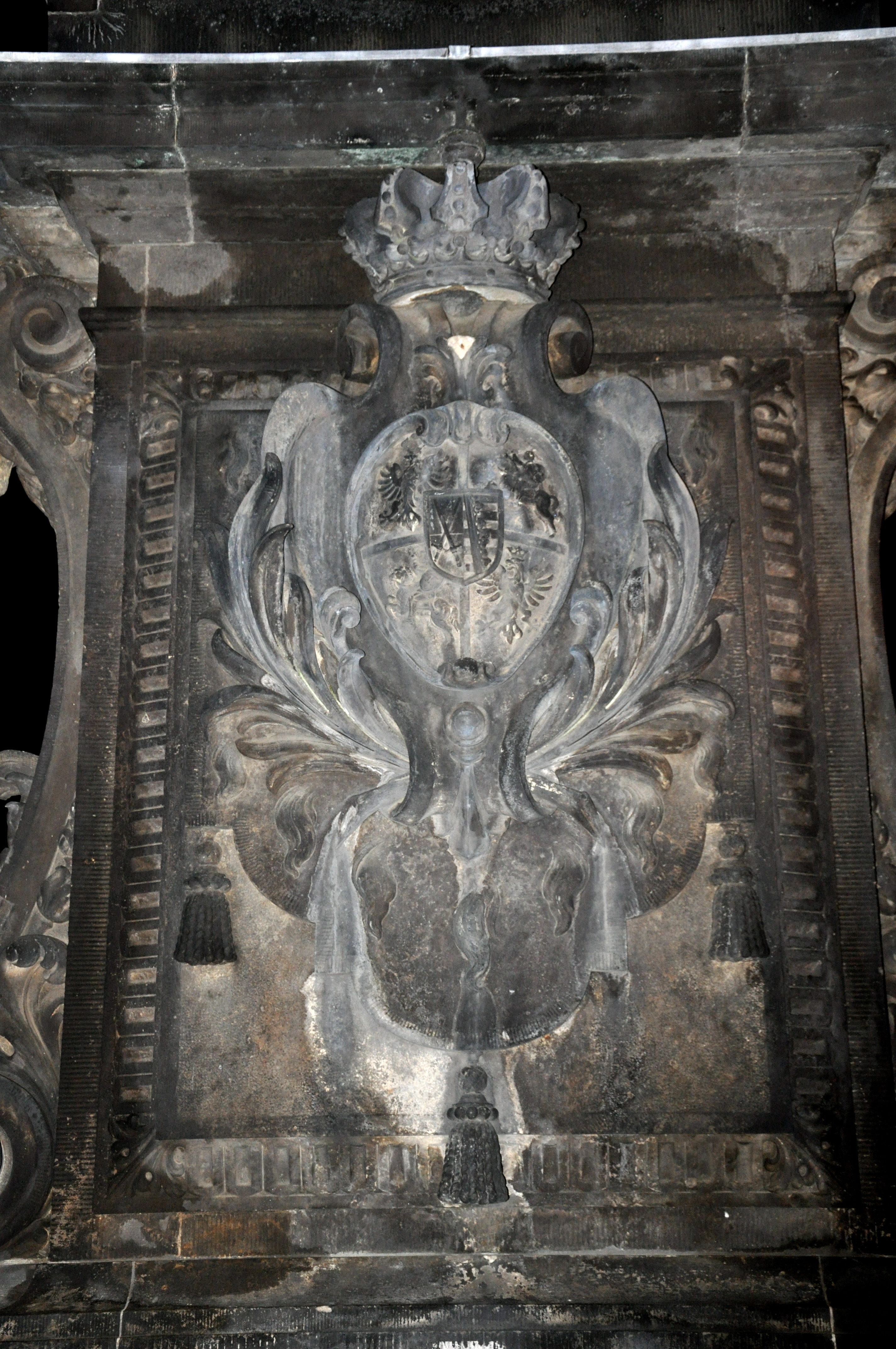
Herb
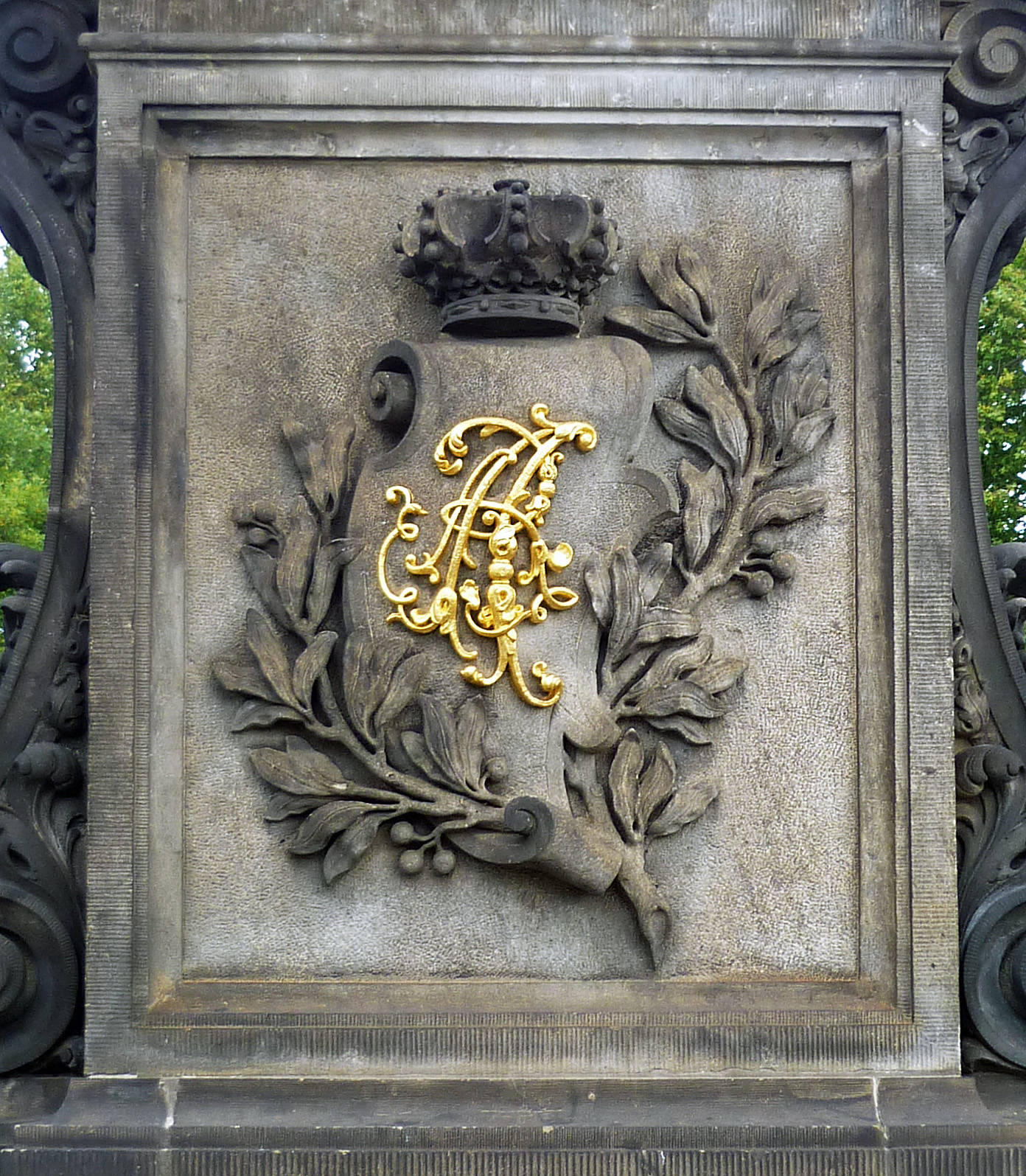
Monogram
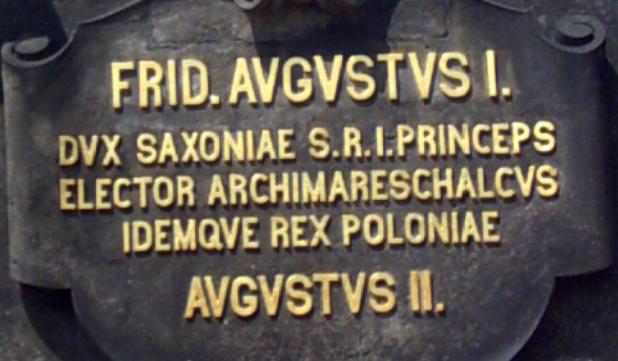
Inskrypcja na cokole
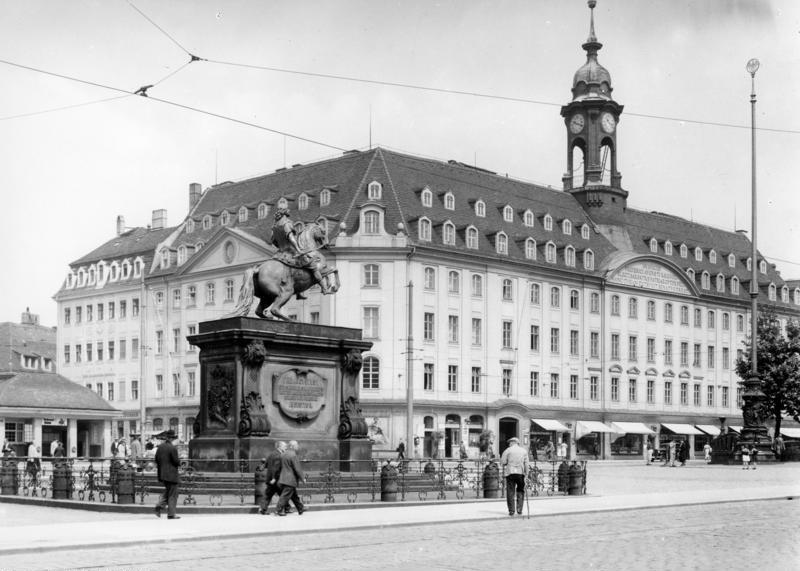
Pomnik przy Ratuszu Nowomiejskim w okresie międzywojennym